# Телегін Дмитро Якович
Дмитро́ Я́кович Теле́гін (нар. 26 жовтня 1919, Плисове — пом. 1 січня 2011, Київ) — радянський та український археолог, пам'яткоохоронець; доктор історичних наук, професор з 1978 року.

## Життєпис
Народився 26 жовтня 1919 року в селі Плисовому (тепер Лозівського району Харківської області, Україна) у селянській сім'ї. Українець. 1936 року закінчив річні учительські курси, після чого упродовж 1936—1940 років працював учителем початкових сільських шкіл на Донбасі. Одночасно навчався на історичному факультету Слов'янського вчительського інституту, який закінчив 1940 року.
У Червоній армії з 3 листопада 1941 року по 1945 рік. Брав участь у німецько-радянській війні, кінець якої застав у Східній Пруссії. Нагороджений медалями «За взяття Кенігсберга» та «За перемогу над Німеччиною», орденом Вітчизняної війни I ступеня (6 квітня 1985).
В 1949 року закінчив історичний факультет Чернівецького університету, після чого навчався в аспірантурі Інституту археології Академії наук Української РСР під керівництвом академіка Петра Єфименка. Із 1952 року — молодший науковий співробітник цього інституту. У 1953 році захистив кандидатську дисертацію на тему «Неолітичні пам'ятки на Середньому Донці». З 1958 року — старший науковий співробітник інституту. У 1967 році захистив докторську дисертацію за темою «Дніпро-донецька неолітична культура». Упродовж 1968—1987 років завідував відділом первісної археології; у 1987—1990 роках — провідний науковий співробітник Інституту археології. У 1970—1989 роках керував археологічними курсами Інституту археології з підвищення кваліфікації працівників краєзнавчих музеїв України. Одночасно у 1973—1980 роках викладав на історичному факультеті Київського університету імені Тараса Шевченка «Основи археології» та спеціальні курси з історії мезоліту та неоліту України.
1991 року створив і очолив науково-дослідний центр «Часи козацькі» при Українському товаристві охорони пам'яток історії та культури і Центрі пам'яткознавства АН України. З 1994 по 2010 рік — провідний науковий співробітник Києво-Печерського заповідника. Жив у Києві, в будинку на вулиці Видубицькій, № 40. Помер у Києві 1 січня 2011 року.

## Наукова діяльність
Досліджував історію населення України доби мезоліту, неоліту й мідної доби, а також суміжних територій Східної Європи. Фахівець у галузі первісної археології та козацької доби. Керував великими комплексними археологічним експедиціями, такими як «Кременчуцька», «Дніпродзержинська», «Дніпро—Донбас», «Славутич» та іншими. Під його керівництвом розкопано багато пам'яток, що стали опорними для розуміння різних періодів первісної доби, зокрема у 1970 році експедиція вченого знайшла залишки пеньківського поселення у вигляді скупчень ліпної товстостінної кераміки на лівому березі Орелі біля села Котовки.
Проводив активну пам'ятко-охоронну діяльність — багато років очолював бюро секцій українського товариства охорони пам'яток історії та культури — що пов'язана з невтомною пропагандою історичних знань.
Автор понад 300 наукових праць, у тому числі 8 монографій, дві з яких опубліковані за кордоном. Ним видано 12 брошур та більш як 250 науково-популярних статей у газетах та журналах з археологічної тематики. Крім того він є співавтором низки колективних монографій та підручників. Серед робіт:
- Дніпро-донецька культура: до історії населення епохи неоліту — раннього металу півдня Східної Європи. — К.: Наукова думка, 1968. — 254 с.
- Середньостогівська культура епохи міді. — К.: Наукова думка, 1973. — 172 с.
- Телегін Дмитро. Про що розповідають кургани. — Київ : Наукова думка, 1971.
- Речі говорять. — К.: Знання, 1978.
- Мезолітичні пам'ятки України (ІХ-VI тис. до н. е.). — К.: Наукова думка, 1982. — 256 с.
- Памятники эпохи мезолита на территории Украинской ССР. — К.: Наукова думка, 1985. — 184 с. (рос.)
- Telegin D. Dereivka. A settlement and Cemetery of Copper Age Horse Keepers on the Middle Dnieper // BAR International Series 287. — Oxford, 1986. 185 s. (англ.)
- Виявляти та охороняти стародавні скульптури та петрогліфи. — К.: Знання, 1989
- Неолитические могильники мариупольского типа. — К.: Наукова думка, 1991. — 96 с. (рос.)
- Археологія України: Підручник. — К., 1994. — 318 с. (у співавторстві з Іоном Винокуром).
- Часи козацькі. Січі Запорозькі. — К., 1997.

Був членом редколегій численних наукових видань, у числі яких: «Археологія», «Пам'ятки України: історія та культура», «Праці Центру пам'ятникознавства», «Лаврський альманах» та інших; відповідальним редактором 1-го тому «Археології Української РСР» (1971), двох випусків «Археологічні пам'ятки Української РСР: Короткий список» (1966—1967); редактором «Історії українського мистецтва» (1966—1970).

## Премії
- Державна премія УРСР у галузі науки і техніки (1977; за колективну монографію «Археологія Української РСР» в трьох томах, опубліковану в 1971—1975 роках)[1];
- Премії імені Вікентія Хвойки (1995) та «Золотий скіф».